# No Time for Nuts
No Time for Nuts is een Amerikaanse korte film geregisseerd door Chris Renaud en Mike Thurmeier. Het is de tweede korte film van deze franchise. De voorloper verscheen op 26 november 2002. Deze korte film verscheen echter op 21 november 2006 op de Ice Age:The Meltdown-DVD. Het werd gemaakt door Blue Sky Studios(de animatie-afdeling van 20th Century Fox). Het won een Annie Award in de categorie "Beste geanimeerde korte film" in 2006. Het werd tevens ook genomineerd voor een oscar in 2007.

## Plot
De eekhoorn Scrat zoekt een plaats om zijn noot te verstoppen. Hij ziet echter een lichtschijnsel onder de sneeuw. Dit blijkt een tijdmachine te zijn dat naast de overblijfselen liggen van een menselijke tijdsreiziger. Deze machine zegt vervolgens dat Scrats huidige datum 26 mei 20.000 v.Chr. is. Vervolgens stuurt hij per ongeluk zijn noot weg met de machine. Hij wordt kwaad op de tijdsmachine en stuurt zichzelf per ongeluk naar de middeleeuwen. Hier wordt hij herenigd met zijn noot. De noot zit echter vast tussen 2 rotsblokken, maar Scrat ziet gelukkig Excalibur in een andere rots steken. Hij trekt het zwaard uit de steen, maar wordt vervolgens aangevallen door onzichtbare boogschutters. Hij gebruikt het zwaard om de pijlen te verhinderen hem te raken en haalt ermee de noot tussen de rotsblokken uit. Vervolgens verstopt hij zichzelf in een koker dat een kanon blijkt te zijn. Het kanon wordt afgevuurd en tegelijkertijd komt er een enorme pijlenregen Scrat zijn richting uit. Scrat gebruikt vervolgens de tijdsmachine om aan de pijlen te ontsnappen.
Vervolgens bevindt Scrat zich in het Oude Rome. Hij is terechtgekomen in een arena. Hij wordt meegesleurd met een strijdwagen. Hij glijdt mee, maar wordt bevrijd wanneer hij tegen een steen botst. Hij vindt opnieuw zijn noot en hij houdt het vervolgens boven zijn hoofd als een kampioen onder gejuich van het publiek. Er komt echter door de poort achter hem een leeuw waardoor hij zijn tijdmachine opnieuw gebruikt. Hij belandt vervolgens op ijs en denkt dat hij terug thuis is. Dit geluk is maar van korte duurt, want hij bevindt zich in 1912 op een ijsberg en de Titanic verplettert hem bijna. Hij gebruikt echter opnieuw de machine en ontsnapt op het nippertje. Nu bevindt hij zich in de eerste Ice Age-film waar hij tegen zichzelf moet vechten voor zijn noot. Manny, Sid, Diego en Roshan (de baby) maken hier ook een stille cameo. Tijdens het gevecht tussen beide Scrats wordt de noot weggeflitst en vervolgens de tijdsreiziger Scrat ook. 
Vervolgens zendt hij zichzelf kort naar zeer gevaarlijke situaties waar hij gelukkig zichzelf net op tijd wegflitst zoals een raketlancering, een juwelierszaak, een meisjeskleedkamer, een guillotine in de Franse Revolutie, Benjamin Franklins beroemde vlieger-experiment, een sloopkogel, de eerste atoombommen, een aankomende trein in het Wilde Westen, de David. Dit maakt Scrat kwaad. Hij slaagt vervolgens en belandt in een tussentijdstroom. Hij pakt zijn noot en wordt in een wormgat opgezogen.
Het wormgat brengt hem bij een enorme eikenboom. Dolgelukkig bij de aanblik van zoveel noten, vernietigt hij de tijdmachine en gooit zijn noot weg. Dan probeert hij de noten van de boom te trekken, maar dit mislukt. Vervolgens ziet hij in dat de boom een standbeeld is met een bord erop: "Hier stond de laatste eikenboom." Scrat is nu in de verre toekomst namelijk 20 mei 20.000 n.Chr. Eiken en noten zijn uitgestorven. Vervolgens wil hij zijn noot terugpakken, maar de tijdmachine stuurt die als laatste opdracht weg voordat hij het definitief begeeft. Scrat zit vast in een notenloze toekomst.

## Rolverdeling
- Chris Wedge als Scrat de eekhoorn